# James Robinson (basket-ball)
Pour les articles homonymes, voir James Robinson et Robinson.
James "Hollywood" Robinson  (né le 31 août 1970 à Jackson, Mississippi) est un ancien joueur américain de basket-ball de NBA.

## Biographie
Robinson, arrière d'1,88 m shooting guard, évolue à l'université d'Alabama avant d'être sélectionné au 21e rang de la draft 1993 par les Trail Blazers de Portland.
Il obtient un faible temps de jeu pour sa première saison en NBA (58 matchs et 11 minutes en moyenne), bien qu'il participe au Slam Dunk Contest du NBA All-Star Weekend. Son temps de jeu augmente notablement au fur et à mesure, Clyde Drexler étant transféré aux Houston Rockets au cours de la saison 1994-95 et Terry Porter étant souvent blessé la saison suivante. Après cette saison, il est transféré, avec Bill Curley et une option sur un premier tour de draft aux Timberwolves du Minnesota contre Isaiah Rider.
Il y réalise sensiblement les mêmes performances. En 1997-98, il signe en tant qu'agent libre aux Clippers de Los Angeles. Il est remercié en mars 1999 et retourne alors aux Timberwolves, où il a un moindre impact.
Au cours de la saison 2000-2001, après une saison d'absence, Robinson rejoint le Magic d'Orlando pour un contrat de dix jours, pour ce qui sera sa dernière expérience en NBA.